# Adlullia ridleyi
Adlullia ridleyi är en fjärilsart som beskrevs av Swinhoe 1906. Adlullia ridleyi ingår i släktet Adlullia och familjen tofsspinnare. Inga underarter finns listade i Catalogue of Life.